# Press TV
Press TV è una rete televisiva in lingua inglese che trasmette informazione 24 ore su 24. Il canale è di proprietà della IRIB, l'Islamic Republic of Iran Broadcasting, ovvero la compagnia di stato dell'Iran responsabile dei media.

## Il canale
Press TV ha compiuto le prime prove di trasmissione nell'aprile del 2007 per poi essere lanciato ufficialmente il 3 luglio del 2007. Come suddetto, Press TV è di proprietà della IRIB ed ha un budget a disposizione pari a 250 milioni di rials, ovvero 25 milioni di dollari. Mohammad Sarafraz è l'amministratore delegato di Press TV.

## Sedi estere
Press TV ha una sede negli Stati Uniti che mantiene per mezzo di compagnie intermediarie. Ad esempio, il programma "American Dream" è prodotto a Washington dalla Atlantic Television, una società con sede in Danimarca. In Gran Bretagna, invece Press TV ha aperto le sue attività a Londra nel 2006. Il Direttore responsabile della sede di Londra è Roshan Muhammed Salih.

## Controversie
Nonostante Press TV dichiari di essere un organo indipendente e libero dai condizionamenti del Governo iraniano, alcune casi controversi sembrerebbero dimostrare il contrario.
Il caso più noto è quello dell'iraniano-canadese Maziar Bahari, giornalista andato in Iran nel giugno 2009 per seguire le elezioni presidenziali iraniane. Il 21 giugno 2009 Bahari è stato arrestato e portato nel carcere di Evin. Da qui, è stato rilasciato solamente il 20 ottobre 2011 dopo aver pagato una cauzione di 300.000 dollari. Prima di liberarlo, però, Press TV ha mandato in onda una sua pubblica confessione in cui ammetteva di essere stato lui ad aver inviato il video dell'uccisione di alcuni protestanti in una base dei Basij in Iran, video poi trasmesso dal canale Channel 4. Una volta liberato, Maziar Bahari ha denunciato che la pubblica confessione gli è stata estorta con la forza e per mezzo della tortura. Nel maggio 2011, quindi, la Ofcom, l'Autorità competente per la regolamentazione delle comunicazioni nel Regno Unito, ha condannato Press TV a pagare un risarcimento di 100.000 sterline al giornalista irano-canadese. Press TV ha rifiutato di pagare il risarcimento e per questo, nel gennaio 2012, la Ofcom ha deciso per il ritiro della licenza di trasmissione in Gran Bretagna al canale in lingua inglese dell'Iran.
Altri casi controversi sono stati denunciati dall'organizzazione "Justice for Iran", una ONG britannica nata nel luglio 2010. Il report pubblicato dall'ONG il 23 aprile 2012 comprende:
- I casi di Loqman Moradi e Zanyar Moradi, arrestati nell'agosto del 2009 con l'accusa di aver ucciso tre persone, tra cui il figlio dell'Imam della città di Mariwan. Nel report pubblicato nel marzo 2012, l'inviato speciale per i diritti umani in Iran delle Nazioni Unite, Ahmed Shaheed, ha evidenziato come su questi due prigionieri non esistessero prove concrete di colpevolezza. Nonostante tutto, nell'ottobre 2010, Loqman e Zanyar sono stati costretti a confessare pubblicamente le loro colpe e le loro confessioni sono state trasmesse, senza autorizzazione degli interessati, da Press TV. Press TV, quindi, ha trasmesso in esclusiva anche il video di Loqman Moradi che visita la casa dell'Imam di Mariwan.
- Il 10 dicembre dl 2010 un episodio della trasmissione "Iran Today" è stato dedicato al caso di Sakineh Mohammadi Ashtiani, la donna condannata a morte con l'accusa di aver ucciso il marito d'accordo con il suo amante. Nella trasmissione Sajjad Ghadezadeh, il figlio di Sakineh, ricostruiva l'omicidio interpretando il ruolo dell'assassino del padre. In seguito, si verrà a sapere che Sajjad Ghadezadeh era agli arresti mentre veniva filmato da Press TV ed era stato costretto a interpretare quel ruolo. Il figlio di Sakineh era stato arrestato mentre rilasciava una intervista sulla madre. La trasmissione trasmise anche una intervista esclusiva all'avvocato di Sakineh, Javid Houtan Kian. Kian, in seguito, denunciò con una lettera autenticata da Amensty International di essere stato costretto ad attaccare la sua cliente dopo essere stato torturato nel braccio 209 del carcere di Evin a Teheran.
- Tra il gennaio e il febbraio 2012 sessanta iraniani di etnia araba sono stati arrestati nella regione del Khuzistan. Ad oggi non esiste una accusa formale nei loro confronti. Nonostante ciò, il 14 marzo 2012, Press TV ha descritto il loro caso come un caso di terrorismo e ha affiliato gli arrestati all'organizzazione terrorista "Al-Ahwaz Terrorist Group of Khuzestan". Inoltre, Press TV ha trasmesso le confessioni con diversi detenuti introducendoli tutti, pur senza una accusa formale, come terroristi.
- Il 4 marzo 2012 Press TV ha mandato in onda un documentario inerente al canale "BBC Persian". Nel documentario, senza l'autorizzazione degli interessati, veniva trasmesso il video del blitz delle forze dell'ordine iraniane nella casa di un giornalista di BBC Persian e i video degli interrogatori dei giornalisti arrestati. Ciò in violazione dell'articolo 8 della Convenzione Europea sui Diritti Umani.